# FC Pramen Havlíčkův Brod
FC Pramen Havlíčkův Brod je český futsalový klub z Havlíčkova Brodu, hrající od sezóny 2010/11 moravskou futsalovou Divizi, skupina E. Klub byl založen v roce 1990. Největšího úspěchu dosáhl v sezóně 2000/01, kdy se klubu povedlo vyhrát nejvyšší soutěž. Díky vítězství v lize byl klub zařazen do prvního ročníku futsalové Ligy mistrů. Ve skupině A klub skončil na třetím místě. Po zisku mistrovského titulu přišel hned v další sezóně pro klub nečekaný pád do druhé ligy. Klub se ještě dokázal další sezónu vrátit, ale poté znovu sestoupil po jedné sezóně v nejvyšší soutěži. V sezóně 2009/10 klub dokonce sestoupil do Divize, třetí nejvyšší soutěže v republice.
Své domácí zápasy odehrává klub ve sportovní hale TJ Jiskra Havlíčkův Brod s kapacitou 200 diváků.

## Získané trofeje
- 1. česká futsalová liga ( 1x )
  - 2000/01

## Vývoj názvů klubu
Zdroj:
- 1990 – EMKO Havlíčkův Brod
- 1999 – FC Pramen Havlíčkův Brod (Futsal Club Pramen Havlíčkův Brod)

## Umístění v jednotlivých sezonách
Zdroj:
Legenda: Z - zápasy, V - výhry, R - remízy, P - porážky, VG - vstřelené góly, OG - obdržené góly, +/- - rozdíl skóre, B - body, červené podbarvení - sestup, zelené podbarvení - postup, světle fialové podbarvení - přesun do jiné soutěže
| Česko (1994 – ) |                      |        |    |    |   |    |     |     |     |    |       |             |
| Sezóny          | Liga                 | Úroveň | Z  | V  | R | P  | VG  | OG  | +/- | B  | P. ZČ | Play-off    |
| 1994/95         | 1. celostátní liga   | 1      | 30 | 12 | 6 | 12 | 127 | 120 | +7  | 42 | 8.    |             |
| 1995/96         | 1. celostátní liga   | 1      | 30 | 11 | 2 | 17 | 133 | 155 | -22 | 35 | 11.   |             |
| 1996/97         | 1. celostátní liga   | 1      | 30 | 9  | 5 | 16 | 98  | 146 | -48 | 32 | 9.    |             |
| 1997/98         | 1. celostátní liga   | 1      | 30 | 11 | 2 | 17 | 133 | 156 | -23 | 35 | 12.   |             |
| 1998/99         | 1. celostátní liga   | 1      | 30 | 13 | 5 | 12 | 175 | 146 | +29 | 44 | 9.    |             |
| 1999/00         | 1. celostátní liga   | 1      | 26 | 18 | 1 | 7  | 153 | 110 | +43 | 55 | 2.    | Čtvrtfinále |
| 2000/01         | 1. celostátní liga   | 1      | 26 | 20 | 0 | 6  | 141 | 91  | +50 | 60 | 1.    | Vítěz       |
| 2001/02         | 1. celostátní liga   | 1      | 26 | 11 | 3 | 12 | 100 | 114 | -14 | 36 | 11.   |             |
| 2002/03         | 2. liga – sk. Východ | 2      | 22 | 16 | 2 | 4  | 128 | 80  | +48 | 50 | 1.    |             |
| 2003/04         | 1. celostátní liga   | 1      | 22 | 3  | 0 | 9  | 56  | 147 | -91 | 9  | 12.   |             |
| 2004/05         | 2. liga – sk. Východ | 2      | 22 | 9  | 1 | 12 | 96  | 111 | -15 | 28 | 6.    |             |
| 2005/06         | 2. liga – sk. Východ | 2      | 22 | 4  | 3 | 15 | 83  | 131 | -48 | 15 | 11.   |             |
| 2006/07         | 2. liga – sk. Východ | 2      | 22 | 11 | 1 | 10 | 122 | 106 | +16 | 34 | 5.    |             |
| 2007/08         | 2. liga – sk. Východ | 2      | 22 | 12 | 1 | 9  | 106 | 110 | -4  | 37 | 6.    |             |
| 2008/09         | 2. liga – sk. Východ | 2      | 22 | 9  | 3 | 10 | 71  | 79  | -8  | 30 | 6.    |             |
| 2009/10         | 2. liga – sk. Východ | 2      | 22 | 5  | 3 | 14 | 84  | 130 | -46 | 18 | 11.   |             |
| 2010/11         | Divize E             | 3      | 22 | 9  | 5 | 8  | 94  | 103 | -9  | 32 | 5.    |             |
| 2011/12         | Divize E             | 3      | 22 | 4  | 2 | 16 | 65  | 138 | -73 | 14 | 11.   |             |
| 2012/13         | Divize E             | 3      | 22 | 8  | 2 | 12 | 100 | 150 | -50 | 26 | 8.    |             |
| 2013/14         | Divize E             | 3      | 22 | 7  | 3 | 12 | 103 | 121 | -18 | 24 | 8.    |             |
| 2014/15         | Divize E             | 3      | 22 | 12 | 1 | 9  | 161 | 131 | +30 | 37 | 4.    |             |
| 2015/16         | Divize E             | 3      | 22 | 9  | 1 | 12 | 118 | 148 | -30 | 28 | 7.    |             |
| 2016/17         | Divize E             | 3      | 22 |    |   |    |     |     |     |    |       |             |

## Účast v evropských pohárech
| Ročník  | Soutěž                | Kolo             | Klub                   | Výsledek |
| ------- | --------------------- | ---------------- | ---------------------- | -------- |
| 2001/02 | Pohár UEFA ve futsalu | Předkolo – sk. A | Action 21 Charleroi    | 3:7      |
| 2001/02 | Pohár UEFA ve futsalu | Předkolo – sk. A | Iberia Samtreda        | 7:6      |
| 2001/02 | Pohár UEFA ve futsalu | Předkolo – sk. A | AGBU Ararat Nicosia FC | 6:7      |